# هارال بوکدل
هارال بوکدل (دانمارکی: Harald Bukdahl; ۲۸ ژانویهٔ ۱۸۸۴ – ۱۲ دسامبر ۱۹۵۱) ژیمناست هنری اهل دانمارک بود.